# Lithobius canaliculatus
Lithobius canaliculatus är en mångfotingart som beskrevs av Murakami 1963. Lithobius canaliculatus ingår i släktet Lithobius och familjen stenkrypare. Inga underarter finns listade i Catalogue of Life.